# Jenipapo dos Vieiras
Jenipapo dos Vieiras este un oraș în unitatea federativă Maranhão (MA), Brazilia.